# Sara Ramírez
Pour les articles homonymes, voir Ramírez.
Sara Ramírez, qui naît le 31 août 1975 à Mazatlán, est une personnalité actrice et chanteuse mexicano-américaine.
Ramírez travaille également dans la production cinématographique, chante et compose. En 2005, Ramírez remporte un Tony Awards pour son interprétation de la Dame du lac dans Spamalot. Ramírez obtient une certaine notoriété grâce à son rôle de Callie Torres dans la série médicale à succès Grey's Anatomy. Ramírez joue ensuite le rôle régulier de Kat Sandoval, une stratège politique dans la série dramatique Madam Secretary.

## Biographie

### Enfance et formation
Sara Ramírez nait à Mazatlán, Sinaloa, une ville portuaire sur la côte Pacifique du Mexique. Son père est Mexicain et sa mère est Américaine d'origine mexicaine et irlandaise.
Ramírez a déménagé du Mexique à San Diego (États-Unis) en 1983 avec sa mère peu avant le divorce de ses parents. Son père est océanographe et professeur d'université.
Après des études à la San Diego School of Creative and Performing Arts de San Diego, en Californie, où Ramírez joue des rôles dans des pièces et comédies populaires comme Into the Woods, Dolly in Hello et Annie, Ramírez obtient son diplôme de la Juilliard School de New York, où ses talents de comédie sont affirmés. Ramírez se passionne pour les comédies musicales et a une voix d'alto.
Sara Ramírez parle espagnol et anglais couramment mais conserve la prononciation espagnole de son nom.

### Carrière

#### Débuts et succès à Broadway (1998-2005)
Un directeur de casting repère Ramírez qui se voit offrir le rôle de Wahzinak dans une comédie musicale, à Broadway, sous la direction de Paul Simon pour The Capeman, en 1998. Bien que la production n'emballe pas réellement la critique, la prestation de Ramírez se distingue et est jugée exceptionnelle,.
La même année, Ramírez obtient son premier rôle, certes mineur, au cinéma en 1998 dans Vous avez un mess@ge. Aux côtés de Tom Hanks et Meg Ryan, Ramírez en garde un souvenir mémorable. L'année d'après, Ramírez prête sa voix à Lammy, personnage principal du jeu UmJammer Lammy, le spin-off de PaRappa the Rapper, qui est sorti sur la PlayStation. Ramírez prête à nouveau sa voix pour PaRappa the Rapper 2.
En 1999, Ramírez apparaît dans la pièce The Gershwins' Fascinating Rhythm de Mark Lamos, récolte des éloges pour sa performance et reçoit une nomination pour le Outer Critics Circle Award. Le magazine Variety adoube son interprétation vocale.
En 2001, Ramírez remplace Julia Murney dans la comédie musicale A Class Act pour le rôle de Felecia, la chef du protagoniste principal, Ed. La même année, Ramírez apparaît dans la comédie musicale Dreamgirls et dans Les Monologues du vagin aux côtés de Tovah Feldshuh et de Suzanne Bertish.
Parallèlement à ses activités, Ramírez décroche quelques apparitions dans des séries télévisées comme New York 911, New York, unité spéciale, New York Police Blues et le soap opéra As the World Turns.
C'est en 2005 que Ramírez décroche un rôle décisif qui va lui permettre de remporter un grand succès critique. Ramírez joue la dame du lac dans la comédie musicale Spamalot de John Du Prez. La production est acclamée par la profession et les spectateurs,. Sara Ramirez reçoit des distinctions pour son interprétation, remporte le Tony Award de la meilleure actrice dans une comédie musicale (cette récompense est considérée comme l'équivalent des Oscars pour le théâtre) et reçoit une nomination pour le Drama League Award de l'interprétation de l'année. Ramírez est considérée comme la révélation et la star du spectacle,.

#### Révélation et succès à la télévision: Grey's Anatomy (2006-2016)

Logo de la série télévisée Grey's Anatomy.

À la suite de ce succès, Shonda Rhimes choisit Ramírez pour incarner le rôle récurrent du Dr Calliope "Callie" Iphigenia Torres lors de la deuxième saison de Grey's Anatomy .
La production révélera que les cadres supérieurs d'ABC Studios ont été très impressionnés par sa performance dans Spamalot et lui ont alors offert un rôle dans un de leurs programmes. C'est Ramírez qui a choisi le show dramatique médical car étant déjà fan de la série.
Initialement prévue comme invitée régulière, Ramírez devient récurrente et principale au fil des saisons, devenant l'un des personnages préférés des fans de la série,. Présentée, dans un premier temps, comme la petite amie de George O'Malley, son personnage ne cesse d'évoluer au fil des saisons, partageant une relation et un enfant avec Mark Sloan avant de faire son coming out et de se mettre en couple avec Arizona Robbins.

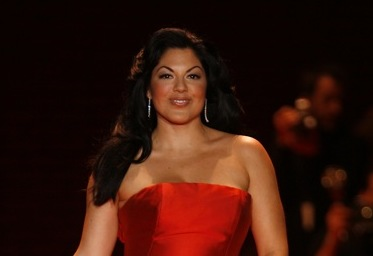
Sara Ramirez lors du défilé The Heart Truth Fashion Show, pendant la Fashion Week de Paris 2008.

La série rencontre un succès fulgurant, critique et public, il permet de révéler Ramírez qui accède à une notoriété publique importante. En plus des récompenses communes, son interprétation est récompensée à de multiples reprises. En 2007, par exemple, l'ensemble du casting gagne le Screen Actors Guild Awards de la meilleure distribution et à titre personnel, Ramírez reçoit une vague de nomination au titre de Meilleure actrice lors de la cérémonie des ALMA Awards. Ces distinctions sont attribuées aux personnalités qui promeuvent des représentations positives des Latinos dans le domaine du divertissement. Ils ont pris la suite des Bravo Awards. Ramírez est également citée pour l'Imagen Awards et le NAACP Image Awards.
Sara Ramirez a aussi pu démontrer ses talents en chant dans la série lors d'un épisode spécial et musical de la saison 7. Principale interprète, elle séduit la critique qui plébiscite une performance digne d'un prix pour les Emmy Awards. Surfant sur cet engouement, la production commercialise les titres de l'épisode.
Son départ définitif est annoncé en 2016 à la fin de la saison 12. Ramirez déclare : "Je suis profondément reconnaissante d'avoir passé les 10 dernières années avec ma famille chez Grey's Anatomy et ABC mais à partir de maintenant, je préfère prendre du temps pour moi et marquer une pause."

#### Production, doublage et télévision (2016-présent)
Ramírez produit la comédie adolescente Loserville avec Jamie-Lynn Sigler et Matt McGorry, sortie en 2016.
Depuis 2013, Ramírez est la voix originale de la reine Miranda, mère du personnage principal, dans la série d'animation pour enfants Princesse Sofia.
À partir de 2017, Ramírez rejoint la quatrième saison de la série télévisée Madam Secretary, diffusée sur le réseau CBS. Dans ce show dramatique, Ramírez incarne une brillante stratège politique aux côtés de l'actrice Téa Leoni qui porte la série. La même année, Ramírez produit un documentaire intitulé The Death and Life of Marsha P. Johnson qui s’intéresse à la militante Marsha P. Johnson.

## Vie privée
Sara Ramírez se fiance à son compagnon de longue date, Ryan Debolt, le 17 juin 2011 à Paris. Le 4 juillet 2012, ils se marient à New York. Ils se séparent le 6 juillet 2021.
En 2016, Sara Ramírez fait son coming out bisexuel et en 2020, en tant que personne non-binaire, utilisant le pronom they en anglais,.

### Philanthropie
En 2015, Ramírez reçoit le prix Ally for Equality de la fondation pour la campagne des droits humains .
En septembre 2016, Ramírez fait don de ses cheveux à l'association Locks of Love, dont le but est de créer des perruques pour les enfants qui souffrent de troubles médicaux provoquant la perte de cheveux.
Ramirez est activiste des droits de la Communauté LGBT, membre du conseil d'administration des associations True Colors Fund's Board of Directors et The Task Force mais aussi The San Diego New York et San Francisco LGBT Centers. Ramírez n'hésite pas à prendre la parole lors de nombreuses conventions.
De plus, Ramirez soutient des associations qui défendent les droits des bisexuels et bisexuelles, NDLON, Mujerez De Maiz.

## Filmographie

### Cinéma
- 1998 : Vous avez un message de Nora Ephron : Rose
- 2002 : Spider-Man de Sam Raimi : Officier de police
- 2002 : Washington Heights d'Alfredo Rodriguez de Villa : Belkis
- 2002 : Chicago de Rob Marshall : choriste, figurante

### Télévision

#### Séries télévisées
- 2000 : Spin City : Carol Quinn (saison 4, épisode 20)
- 2000 : New York 911 : Gwen Girard (saison 2, épisode 6)
- 2000 : Welcome to New York : Linda (saison 1, épisode 6)
- 2000 : New York, unité spéciale : Mrs. Barrera (saison 2, épisode 5)
- 2002 : New York, unité spéciale : Lisa Perez (saison 4, épisode 1)
- 2003 : As the World Turns : Hannah (épisode 12051)
- 2004 : New York Police Blues : Irma Pacheco (saison 11, épisode 22)
- 2006 - 2016 : Grey's Anatomy : Callie Torres (récurrente, saison 2 puis principale de la saison 3 à 13 - 241 épisodes)
- 2017 - 2019 : Madam Secretary : Kat Sandoval (principale depuis la saison 4 - 32 épisodes)
- 2021 : And Just Like That... : Che Diaz

#### Téléfilms
- 2000 : Star Patrol de Jonathan Frakes : Lieutenant Vena
- 2002 : Baseball Wives de Steve Buscemi : Gabriella Martinez

### Doublage
- 1999 : UmJammer Lammy (jeu vidéo) : Lammy (voix)
- 2001 : PaRappa the Rapper 2 (jeu vidéo) : Lammy (voix)
- 2012 : Princesse Sofia - Il était une fois une Princesse de Jamie Mitchell (téléfilm) : La reine Miranda (voix)
- 2013-2018 : Princesse Sofia (série télévisée d'animation) : La Reine Miranda (voix, 54 épisodes)
- 2014 : Dora l'exploratrice (série télévisée d'animation) : La reine de cœur (voix, saison 7, épisode 16)
- 2016 : Elena of Avalor (série télévisée d'animation) : La reine Miranda (voix, 1 épisode)

### En tant que productrice
- 2016 : Loserville de Lovell Holder (film)
- 2017 : The Death and Life of Marsha P. Johnson de David France (documentaire)

## Théâtre
Sauf indication contraire ou complémentaire, les informations mentionnées dans cette section proviennent de la base de données IBDb.
- 1998 : The Capeman : Wahzinak
- 1999 : The Gershwin's Fascinating Rhytm
- 2001 : A Class Act : Felicia
- 2001 : Dreamgirls
- 2001 : Les Monologues du vagin
- 2005-2009 : Spamalot : La dame du lac (Tony Awards de la meilleure actrice dans une comédie musicale)

## Discographie

### EP
| Titre        | détails de l'Album                                                           | Peak chart positions | Peak chart positions | Peak chart positions |
| Titre        | détails de l'Album                                                           | US ,                 | US Indie ,           | CAN ,                |
| ------------ | ---------------------------------------------------------------------------- | -------------------- | -------------------- | -------------------- |
| Sara Ramirez | - Paru le: 27 mars 2011 - Label: Atrevida - Format: Téléchargement numérique | 37                   | 7                    | 38                   |

### Singles
- Silent Night (2009)[34]

| Chanson     | Année | Positions | Positions | Positions | Album        |
| Chanson     | Année | US ,      | CAN ,     | IRL ,     | Album        |
| ----------- | ----- | --------- | --------- | --------- | ------------ |
| "The Story" | 2011  | 69        | 72        | 34        | Sara Ramirez |

### BO
| Year | Title | Chart positions | Chart positions | Chart positions |
| Year | Title | US              | US Indie        |                 |
| ---- | --- | --------------- | --------------- | --------------- |
| 2005 | Monty Python's Spamalot [Original Broadway Cast Recording] - Paru le: 3 mai 2005 - Label: Decca Records - Format: Compact disc, Téléchargement numérique | 69              | -               |                 |
| 2011 | Grey's Anatomy: The Music Event (en) - Paru le: 31 mars 2011 - Label: ABC Studios - Format: Téléchargement numérique                                     | 24              | 5               |                 |

## Anecdotes
- Ramírez a un jour déclaré : « Nobody from the show said I was too heavy. Instead they wanted me to dance in my underwear » (Personne de l'équipe ne m'a dit que j'étais enrobé. Au lieu de cela ils voulaient que je danse en t-shirt et petite culotte). (Dans la saison 2)
- Ramírez a participé au clip Nasty Girl des Destiny's Child.

## Distinctions

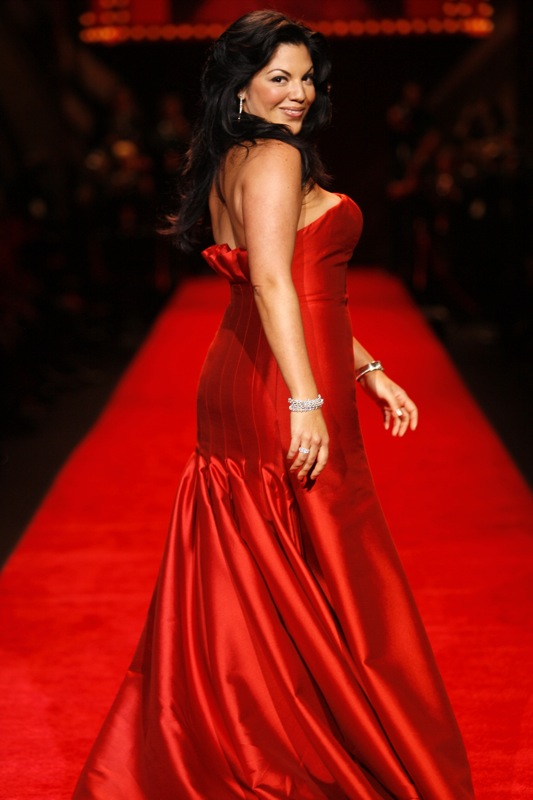
Sara Ramirez, défile lors du The Heart Truth Fashion Show 2008.

Sauf indication contraire ou complémentaire, les informations mentionnées dans cette section proviennent de la base de données IMDb.

### Récompenses
- 59e cérémonie des Tony Awards 2005 : Meilleure actrice dans une comédie musicale pour Spamalot (2005).
- 11e cérémonie des Satellite Awards 2006 : Meilleure distribution dans une série télévisée dramatique pour Grey's Anatomy (2006-2012) partagé avec Justin Chambers, Patrick Dempsey, Katherine Heigl, T.R. Knight, Sandra Oh, James Pickens Jr., Ellen Pompeo, Eric Dane, Kate Walsh, Isaiah Washington et Chandra Wilson.
- 13e cérémonie des Screen Actors Guild Awards 2007 : Meilleure distribution pour une série dramatique pour Grey's Anatomy (2006-2012) partagé avec Justin Chambers, Patrick Dempsey, Katherine Heigl, T.R. Knight, Sandra Oh, James Pickens Jr., Ellen Pompeo, Eric Dane, Sarah Utterback, Kate Walsh, Isaiah Washington et Chandra Wilson.
- 2020 : The Webby Awards de la meilleure performance dans une série télévisée pour The Feels (2016).

### Nominations
- 2005 : Drama League Awards de la meilleure interprétation de l'année dans une comédie musicale pour Spamalot (2005).
- 2007 : ALMA Awards de la meilleure actrice dans une série télévisée dramatique pour Grey's Anatomy (2006-2012).
- 2007 : Gold Derby Awards de la meilleure distribution de l'année dans une série télévisée dramatique pour Grey's Anatomy (2006-2012) partagé avec Justin Chambers, Patrick Dempsey, Katherine Heigl, T.R. Knight, Sandra Oh, James Pickens Jr., Ellen Pompeo, Eric Dane, Kate Walsh, Isaiah Washington et Chandra Wilson.
- 2007 : Imagen Awards de la meilleure actrice dans une série télévisée dramatique pour Grey's Anatomy (2006-2012).
- 2008 : ALMA Awards de la meilleure actrice dans une série télévisée dramatique pour Grey's Anatomy (2006-2012).
- 14e cérémonie des Screen Actors Guild Awards 2008 : Meilleure distribution pour une série dramatique pour Grey's Anatomy (2006-2012) partagé avec Justin Chambers, Patrick Dempsey, Katherine Heigl, T.R. Knight, Chyler Leigh, Sandra Oh, James Pickens Jr., Ellen Pompeo, Eric Dane, Elizabeth Reaser, Brooke Smith, Kate Walsh, Isaiah Washington et Chandra Wilson.
- 2009 : ALMA Awards de la meilleure actrice dans une série télévisée dramatique pour Grey's Anatomy (2006-2012).
- 2011 : ALMA Awards de la meilleure actrice dans une série télévisée dramatique pour Grey's Anatomy (2006-2012).
- 2011 : NAACP Image Awards de la meilleure actrice dans une série télévisée dramatique pour Grey's Anatomy (2006-2012).
- 2012 : ALMA Awards de la meilleure actrice dans une série télévisée dramatique pour Grey's Anatomy (2006-2012).
- 2013 : BTVA Special/DVD Voice Acting Awards de la meilleure performance vocal pour l'ensemble de la distribution dans une série télévisée d'animation pour Princesse Sofia (2012-2018) partagée avec Ariel Winter, Travis Willingham, Darcy Rose Byrnes, Zach Callison, Jess Harnell, Tim Gunn, Wayne Brady, Meghan Strange, Ashley Eckstein, Jim Cummings, Tress MacNeille, Barbara Dirickson, Russi Taylor et Jennifer Hale.
- 2014 : Behind the Voice Actors Awards de la meilleure performance vocal pour l'ensemble de la distribution dans une série télévisée d'animation pour Princesse Sofia (2012-2018) partagée avec Ariel Winter, Darcy Rose Byrnes, Travis Willingham, Jess Harnell, Zach Callison, Tim Gunn, Wayne Brady, Meghan Strange et Ashley Eckstein.
- 47e cérémonie des Daytime Emmy Awards 2020 : 
  - Meilleure performance dans une série télévisée pour The Feels (2016).
  - Meilleure chanson originale dans une série télévisée pour The Feels (2016).